# Association des journalistes allemands

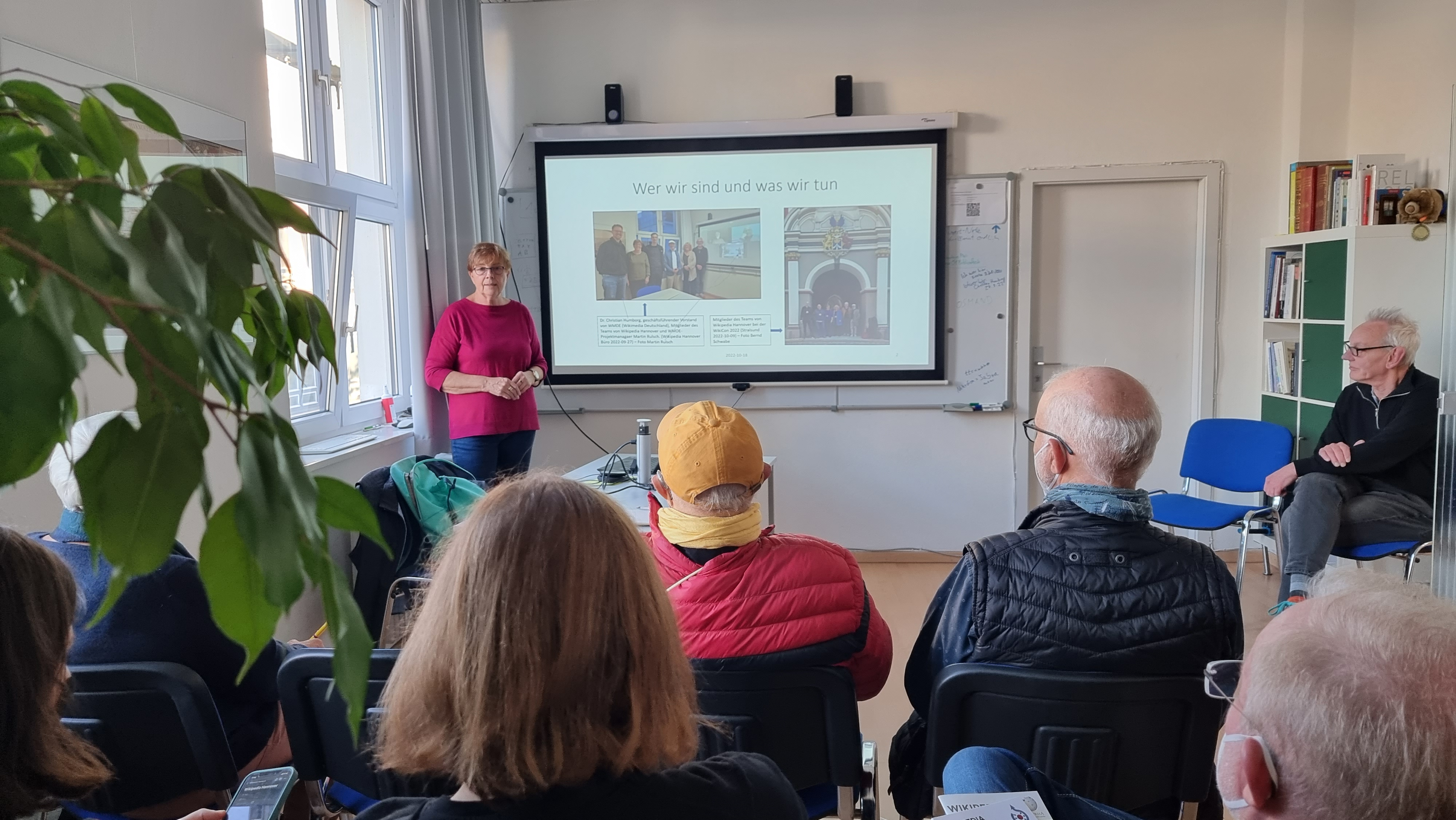
Conférence sur les portails de la Wikimedia Fondation le 18 octobre 2022 à Hanovre, par le Dr Bärbel Miemietz en association avec l'Association allemande des Journalistes (DJV).

 (février 2017).
Si vous disposez d'ouvrages ou d'articles de référence ou si vous connaissez des sites web de qualité traitant du thème abordé ici, merci de compléter l'article en donnant les références utiles à sa vérifiabilité et en les liant à la section « Notes et références ».
Pour les articles homonymes, voir DJV.
L'association des journalistes allemands (DJV - Deutsche Journalisten-Verband) compte parmi les plus grandes organisations de journalistes en Europe. Le DJV a son siège à Berlin, en Allemagne, et représente environ 38 000 membres. Le président depuis 2003 est le journaliste Michael Konken, et le vice-président national depuis 2007 Ulrike Kaiser. L'exécutif fédéral de l'organisation est Kajo Dohring. Hermann Meyn a été président de l'Association de 1989 à 1998 .

## Histoire
Le DJV a été fondé à Berlin en 1949.
Le 24 novembre 1971, il a officiellement adopté la Charte de Munich qui répertorie les principales fonctions journalistiques et les droits que tous ses membres s'engagent à respecter.
Le DJV a son siège à Berlin depuis 2005, et a plus que doublé le nombre de ses membres depuis 1988.
Le DJV permet d'échanger avec les journalistes expérimentés, ainsi que de rencontrer des collègues d'autres secteurs et domaines et de discuter des nouveaux développements sur le marché des médias au sein de cercles de journalistes. Le DJV apporte des journalistes ainsi que lors des réunions nationales et mondiales, congrès et événements de formation, ou dans les forums régionaux et locaux et des rondes de discussion
Le DJV est membre de la Fédération Internationale des Journalistes (FIJ).

## Prix international pour la liberté de la presse
Le DJV accorde chaque année le Prix International "Pressefreiheit Preis" aux journalistes qui se sont distingués dans le monde entier en faveur de la liberté d'information, de la liberté d'expression et de la liberté de la presse.